# Eleição municipal de Itaperuna em 2020
A eleição municipal do município de Itaperuna em 2020 ocorreu no dia 15 de novembro em turno único (a cidade não possui 200 mil eleitores), com o objetivo de eleger um prefeito, um vice-prefeito e 13 vereadores responsáveis pela administração da cidade para o mandato a se iniciar em 1° de janeiro de 2021 e com término em 31 de dezembro de 2024.
O processo eleitoral de 2020 foi marcado pela sucessão para o cargo ocupado pelo atual prefeito Dr. Vinícius, do DEM, que por estar em seu primeiro mandato encontra-se apto a disputar a reeleição. Além dele, outros 8 candidatos concorreram ao cargo, entre eles o ex-prefeito Alfredão (PSD) e o atual vice, Rogerinho (Solidariedade). O candidato pessedista foi eleito com 19.640 votos (38,47%), contra 14.548 de Vinícius (28,50%) e 11.980 de Kadu Novaes (Republicanos).

## Contexto político e pandemia
As eleições municipais de 2020 estão sendo marcadas, antes mesmo de iniciada a campanha oficial, pela pandemia do coronavírus SARS-CoV-2 (causador da COVID-19), o que está fazendo com que os partidos remodelem suas metodologias de pré-campanha. O Tribunal Superior Eleitoral (TSE) autorizou os partidos a realizarem as convenções para escolha de candidatos aos escrutínios por meio de plataformas digitais de transmissão, para evitar aglomerações que possam proliferar o vírus. Alguns partidos recorreram a mídias digitais para lançar suas pré-candidaturas. Além disso, a partir deste pleito, será colocada em prática a Emenda Constitucional 97/2017, que proíbe a celebração de coligações partidárias para as eleições legislativas, o que pode gerar um inchaço de candidatos ao legislativo. Conforme reportagem publicada pelo jornal Brasil de Fato em 11 de fevereiro de 2020, o país poderá ultrapassar a marca de 1 milhão de candidatos a prefeito, vice-prefeito e vereador neste escrutínio, o que não seria necessariamente bom, na opinião do professor Carlos Machado, da UnB (Universidade de Brasília): “Temos o hábito de criticar de forma intensa a coligação partidária, sem parar para refletir sobre os elementos positivos dela. O número de candidatos que um partido pode apresentar numa eleição, varia se ele estiver dentro de uma coligação, porque quando os partidos participam de uma coligação, eles são considerados como um único partido", afirmou Machado na reportagem.

## Antecedentes
Dr. Vinícius, eleito vereador de Itaperuna em 2012 e candidato derrotado na eleição de 2014 para deputado federal (ambas pelo PT), foi eleito prefeito da cidade em sua primeira disputa a um cargo majoritário. Filiado ao Partido da República (atual PL), venceu Alexandre da Auto-Escola por larga vantagem de votos (37.333, contra 14.738 do candidato do PP). Em 2019, chegou a ser afastado por 8 meses da prefeitura, acusado de má gestão, voltando no final do ano e ainda enfrenta denúncias do Ministério Público, que pediu um novo afastamento.

## Candidaturas
| Nº | Candidato       | Partido       | Candidato a vice             | Cargos relevantes                           | Coligação                                                                      |
| -- | --------------- | ------------- | ---------------------------- | ------------------------------------------- | ------------------------------------------------------------------------------ |
| 10 | Kadu Novaes     | Republicanos  | Dr. Denilton (Republicanos)  | Empresário                                  | "Reconstruir Itaperuna" (Republicanos, PTB e PSB)                              |
| 12 | Rogério Garcia  | PDT           | Américo Moraes (PROS)        | Servidor público civil                      | "Itaperuna Merece Respeito" (PDT e PROS)                                       |
| 25 | Dr. Vinícius    | DEM           | Batista da Água (MDB)        | Prefeito (2017–), Vereador (2013–2016)      | "Com a Força do Povo para Avançar" (DEM, MDB e Cidadania)                      |
| 28 | Eugenio Velloso | PRTB          | Professor Godoi (PRTB)       | Empresário                                  | Partido não coligado                                                           |
| 35 | Jeane Hespanhol | PMB           | Marcella Duarte (PMB)        | Presidente municipal do PMB                 | Partido não coligado                                                           |
| 50 | Saulo Azevedo   | PSOL          | Rilma França (PSOL)          | Presidente municipal do PSOL                | Partido não coligado                                                           |
| 55 | Alfredão        | PSD           | Nel (PP)                     | Prefeito de Itaperuna (2013–2017)           | "Itaperuna Merece o Melhor" (PSD, PP, PL, PSL, PODE, Patriota, DC, PSDB e PSC) |
| 70 | Coronel Boechat | Avante        | Décio Macedo (Avante)        | Miiltar reformado                           | Partido não coligado                                                           |
| 77 | Rogerinho       | Solidariedade | Ary Bombeiro (Solidariedade) | Vice-prefeito (2017–), Vereador (2013–2016) | Partido não coligado                                                           |

## Resultados

### Prefeitura
| Candidato(a)           | Candidato(a)               | Vice                         | 1º turno 15 de novembro de 2020 | 1º turno 15 de novembro de 2020 |  |
| Candidato(a)           | Candidato(a)               | Vice                         | Total                           | Porcentagem                     |  |
| ---------------------- | -------------------------- | ---------------------------- | ------------------------------- | ------------------------------- |  |
|                        | Alfredão (PSD)             | Nel (PP)                     | 19.640                          | 38,47%                          |  |
|                        | Dr. Vinícius (PODE)        | Batista da Água (MDB)        | 14.548                          | 28,50%                          |  |
|                        | Kadu Novaes (Republicanos) | Dr. Denilton (Republicanos)  | 11.980                          | 23,47%                          |  |
|                        | Rogério Garcia (PDT)       | Américo Moraes (PROS)        | 1.148                           | 2,25%                           |  |
|                        | Coronel Boechat (Avante)   | Décio Macedo (Avante)        | 1.063                           | 2,08%                           |  |
|                        | Rogerinho (Solidariedade)  | Ary Bombeiro (Solidariedade) | 931                             | 1,82%                           |  |
|                        | Eugenio Velloso (PRTB)     | Professor Godoi (PRTB)       | 840                             | 1,65%                           |  |
|                        | Saulo Azevedo (PSOL)       | Rilma França (PSOL)          | 579                             | 1,13%                           |  |
|                        | Jeane Hespanhol (PMB)      | Marcella Duarte (PMB)        | 325                             | 0,64%                           |  |
| Total de votos válidos | Total de votos válidos     | Total de votos válidos       | 51.054                          | 92,91%                          |  |
| → Votos em branco      | → Votos em branco          | → Votos em branco            | 1.375                           | 2,50%                           |  |
| → Votos nulos          | → Votos nulos              | → Votos nulos                | 2.523                           | 4,59%                           |  |
| Total de votos         | Total de votos             | Total de votos               | 54.952                          | 100%                            |  |
| Abstenções             | Abstenções                 | Abstenções                   | 19.519                          | 26,21%                          |  |
| Total de inscritos     |                            |                              |                                 |                                 |  |

## Vereadores eleitos
| Candidato eleito     | Partido   | Votação | Porcentagem | Cidade onde nasceu | Unidade federativa |
| Keila do Toldo       | DEM       | 2.120   | 4,09%       | Itaperuna          | Rio de Janeiro     |
| Marquinhos de Retiro | Cidadania | 1.611   | 3,10%       | Itaperuna          | Rio de Janeiro     |
| Glauber Bastos       | Cidadania | 1.448   | 2,79%       | Itaperuna          | Rio de Janeiro     |
| Amanda da Aidê       | DEM       | 1,276   | 2,46%       | Itaperuna          | Rio de Janeiro     |
| Lalá                 | MDB       | 1.265   | 2,44%       | Itaperuna          | Rio de Janeiro     |
| Paulo Cesar Contador | MDB       | 1.237   | 2,38%       | Itaperuna          | Rio de Janeiro     |
| Adenilson Zacharias  | DC        | 1.202   | 2,32%       | Itaperuna          | Rio de Janeiro     |
| Jeffinho Boa Ventura | PSD       | 985     | 1,90%       | Itaperuna          | Rio de Janeiro     |
| Sinei Torresmo       | PSC       | 963     | 1,86%       | Itaperuna          | Rio de Janeiro     |
| Vivi Dentista        | PSC       | 951     | 1,83%       | Itaperuna          | Rio de Janeiro     |
| Sargento Cristiane   | PSD       | 889     | 1,71%       | Itaperuna          | Rio de Janeiro     |
| Ademir Pessanha      | PSD       | 802     | 1,55%       | Itaperuna          | Rio de Janeiro     |
| Carlinhos Peixeiro   | PODE      | 561     | 1,08%       | Itaperuna          | Rio de Janeiro     |